# Gian Danton
Pour les articles homonymes, voir Danton (homonymie).
Gian Danton, pseudonyme d'Ivan Carlo Andrade de Oliveira (Lavras, 1971) est un auteur et scénariste brésilien de bandes dessinées et professeur à l'Université fédérale d'Amapá.

## Biographie
Danton commence à écrire des bandes dessinées avec l'histoire Floresta Negra, dessinée par Joe Bennett et publiée dans le magazine Calafrio de Editora D-Arte. Il publie chez plusieurs maisons d'éditions, tels que ICEA, Nova Sampa, Metal Pesado et Fantagraphics Books.
En 1991, il remporte le prix Araxá du meilleur scénariste. Son œuvre la plus connue dans la bande dessinée est le roman graphique Manticore, qui raconte l'histoire du chupacabra avec une nette influence des écrivains américains de science-fiction. Ce magazine remporte les prix Angelo Agostini, le Troféu HQ Mix et le prix de l'Association brésilienne d'art fantastique,.